# 원슈
원슈(중국어 간체자: 文绣, 정체자: 文繡, 병음: Wénxiù, 1909년 12월 20일 ~ 1953년 9월 17일)는 청나라 마지막(12대) 황제였던 선통제의 후비이며, 만주 양황기(鑲黃旗) 출신이다.

## 생애
1922년 푸이의 측실로 결혼했으며, 당시 직첩은 숙비(淑妃)였다. 전통적인 간택 방식과 달리, 후보군의 사진을 선통제 푸이가 보고 고르는 방법으로 간택받았다. 1931년 푸이와 이혼하였고 이후 이듬해 1932년 지린에서 류전둥(劉振東)과 정식 재혼하여 톈진으로 건너갔으나 3년 후 1935년 류와도 이혼하였다는 설이 있는데, 다른 설로는 재혼한 것도 한참 뒤고 이혼 안하고 죽을 때까지 잘 살았다는 설도 있다. 어찌됐든 이후 상하이에 거주하다가 그곳에서 병사하였다.